# Saint-Barthélemy (Seine-et-Marne)
Saint-Barthélemy település Franciaországban, Seine-et-Marne megyében. Lakosainak száma 340 fő (2022. január 1.). Saint-Barthélemy Bellot, La Chapelle-Moutils, La Ferté-Gaucher, Meilleray, Montolivet, Saint-Martin-des-Champs és Verdelot községekkel határos.

## Népesség
A település népessége az elmúlt években az alábbi módon változott:
| Lakosok száma | 361  | 334  | 329  | 329  | 334  | 338  | 339  | 338  | 340  |
|               | 2013 | 2015 | 2016 | 2017 | 2018 | 2019 | 2020 | 2021 | 2022 |